# Конгоанско движение за демокрация и интегрално развитие
Конгоанското движение за демокрация и интегрално развитие (на френски: Mouvement Congolais pour la Démocratie et le Développement Intégral) е политическа партия в Република Конго.
Тя е основана през 1989 година от дългогодишния противник на режима на Конгоанската партия на труда Бернар Колелас. На парламентарните избори през 2012 година партията получава 7 от 139-те места в долната камара на парламента.